# 정발산동
정발산동(鼎鉢山洞)은 경기도 고양시 일산동구에 있는 행정동 및 법정동이다.

## 지명
정발산이라는 지명은 정발산에서 따온 것이며, 산의 모양이 솥과 주발 같다고 하여 붙여졌다. 밤가시 마을은 일산동의 여러 마을 중에서 가장 오래된 역사를 가진 곳이다. 조선시대 중기에 발간된 이석희 군수편 고양군지를 보면 이곳에 율악부곡이 기록되어 있다. 율(栗)은 밤을 뜻하며, 이곳에서 적어도 250년 전부터 밤을 재배하고 이를 특산물로 하였음을 알 수 있다. 즉 밤가시는 이곳의 특산물인 밤을 가을에 모두 수확되고 산에 가면 밤가시가 정발산 일대에 많이 있어서 붙여진 이름이다.

## 개요
정발산동 밤가시 마을은 고층의 아파트는 없고, 5층 이하의 저층 빌라형 아파트와 함께, 단독 주택, 그리고 상가와 주거가 함께 가능한 저층의 주상복합건물, 상가 등으로 이루어져 있다. 정발산의 북쪽에 해당하며 마을의 북쪽 끝으로 경의선 철로가 지난다. 마을 중앙으로 일산로, 고봉로가 지나고 있어 교통이 매우 편리하며 교육기관과 전문식당가가 만들어져 있기도 하다. 마을의 중앙에 일산지역의 대표적인 문화재이며 전시공간인 밤가시 초가, 민속전시관이 자리해 있다. 이곳 정발산동 밤가시 마을은 경의선이 지나는 북쪽에서 동쪽으로는 고급 빌라촌을 이루고 있으며, 동사무소와 그 인근마을에는 보통 3층 높이의 상가 주택의 복합건물이 자리해 있다. 그리고 일산로 주변에는 일산지역에서도 소문난 먹거리촌, 상가가 만들어져 있다. 여기에 민속전시관 밤가시 초가 부근에는 우리 나라의 대표적인 고급 주택이 자리한 단독주택 단지가 들어서 있다. 저동중고교 부근에도 3층 정도높이의 주상복합건물이 들어서 있다. 마을의 주민들 중에서 대부분은 다른 지역에서 이곳으로 이주한 주민들이며 정발산을 공원의 기능으로 잘 이용하고 있다.

## 법정동
- 정발산동

## 교육
- 저동초등학교
- 저동중학교
- 저동고등학교